# Musée de l'Imprimerie et de la Communication graphique
Le musée de l'Imprimerie et de la Communication graphique est un des musées de Lyon dont les missions principales sont d'enrichir, de conserver, de documenter et de valoriser auprès de divers publics le patrimoine livresque et graphique. Créé en 1964, il est situé dans l'hôtel de la Couronne, au 13, rue de la Poulaillerie dans le 2e arrondissement de la ville.

## Histoire

### Hôtel de la Couronne

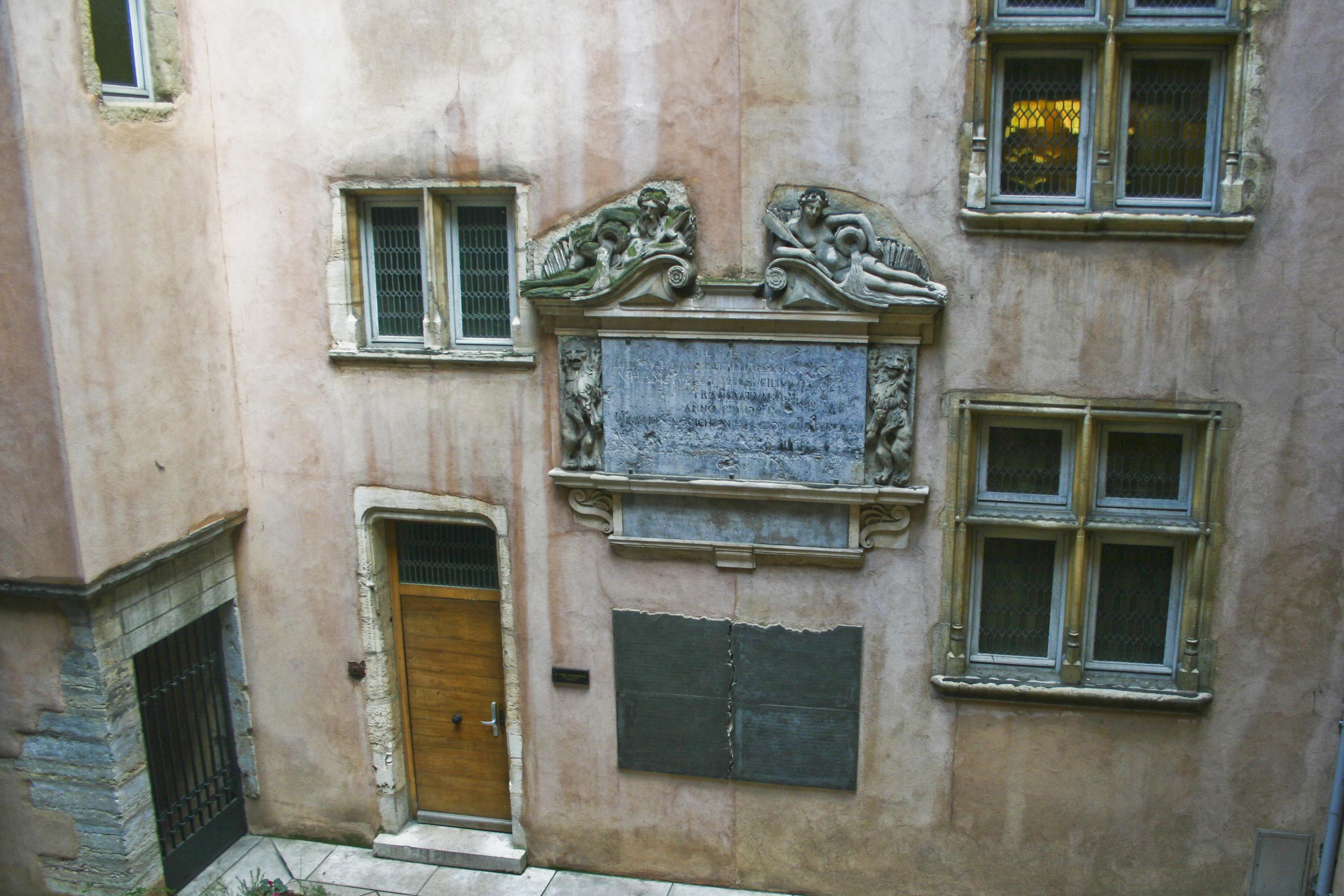
Cour intérieure

Le musée de l'Imprimerie et de la Communication graphique est installé dans l'hôtel de la Couronne.

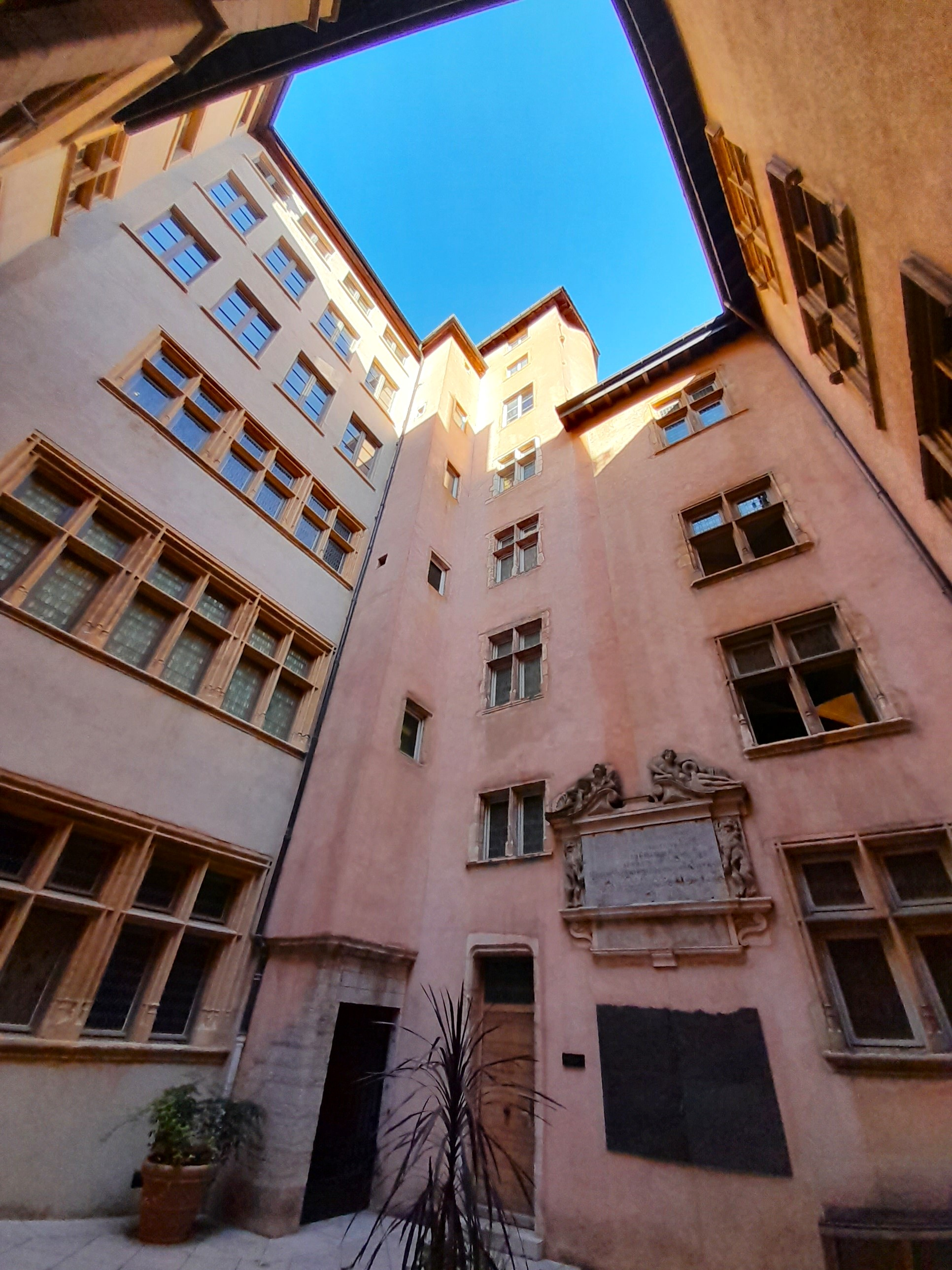
Entrée de la cour

Cet édifice, dont l'origine remonte à la fin du XVe siècle, était destiné à un de ces entreprenants marchands lyonnais qui, du temps des guerres d'Italie, firent de leur ville une métropole européenne.
En 1604, les échevins et le prévôt des marchands quittent leur médiocre maison de Charnay, rue de la Fromagerie, et achètent à René de Thou, seigneur de Bonneuil et de Cely, l'hôtel de la Couronne. Ce fut là que se préparèrent les réceptions de Louis XIII à Lyon de 1618 à 1642. C'est là aussi qu'en 1643, la ville fut consacrée à Notre-Dame et que les échevins firent vœu d'aller chaque année en procession à Fourvière.
En 1646, le Consulat se trouve à l'étroit dans le logis de la Couronne, qui abrite le bureau de la Santé, l'Abondance, la police… L'hôtel est vendu avantageusement (52 000 livres tournois) et revient à son premier destin, celui d'entrepôt d'un grand négociant. Simon Maupin, voyer de la ville, dresse les plans de l'actuel hôtel de ville mais ce n'est qu'en 1655 que les services municipaux abandonnent l'hôtel de la Couronne.

### Musée de imprimerie
En 1957, le Crédit lyonnais, propriétaire des lieux, fait don du bâtiment à la ville. Un des artisans principaux de la réhabilitation entreprise pour faire revivre ce monument est l’imprimeur Maurice Audin, cofondateur du musée avec l’historien du livre Henri-Jean Martin et le concours du bibliophile et libraire d'anciens André Jammes.
Le 8 juin 1963, Louis Pradel, maire de Lyon, inaugure le musée de la Banque à l'occasion du centenaire du Crédit lyonnais. Le 18 décembre 1964, c'est le musée de l'Imprimerie qui s'ouvre au public. Le conservateur en est Maurice Audin, éditeur et imprimeur à l'origine de la collection, qui le restera jusqu'à sa mort en 1975. Le musée est installé dans l'ancien Hôtel de la Couronne, construit fin du XVe siècle au cœur de la ville.
Le musée a vécu en 1988 une importante transformation avec l'installation d'un atelier d'imprimerie en activité dans ses locaux. On y trouve des casses, plombs, vignettes, initiales, presses à épreuves pour les démonstrations publiques et matériel typographique du XXe siècle pour la réalisation de publications internes telles que des catalogues d'exposition, cartes postales, etc. Le matériel acquis est celui de l'imprimerie de Maurice Audin et le financement de cette opération a été réalisé conjointement par la ville de Lyon et la Direction du Livre et de la Lecture publique
Dans cet espace, le musée met en place chaque année un programme d'activités qui permettent aux publics de se familiariser avec plusieurs techniques d'impression et de typographie comme la calligraphie latine, l'enluminure, la reliure, la sérigraphie, l'illustration, etc.

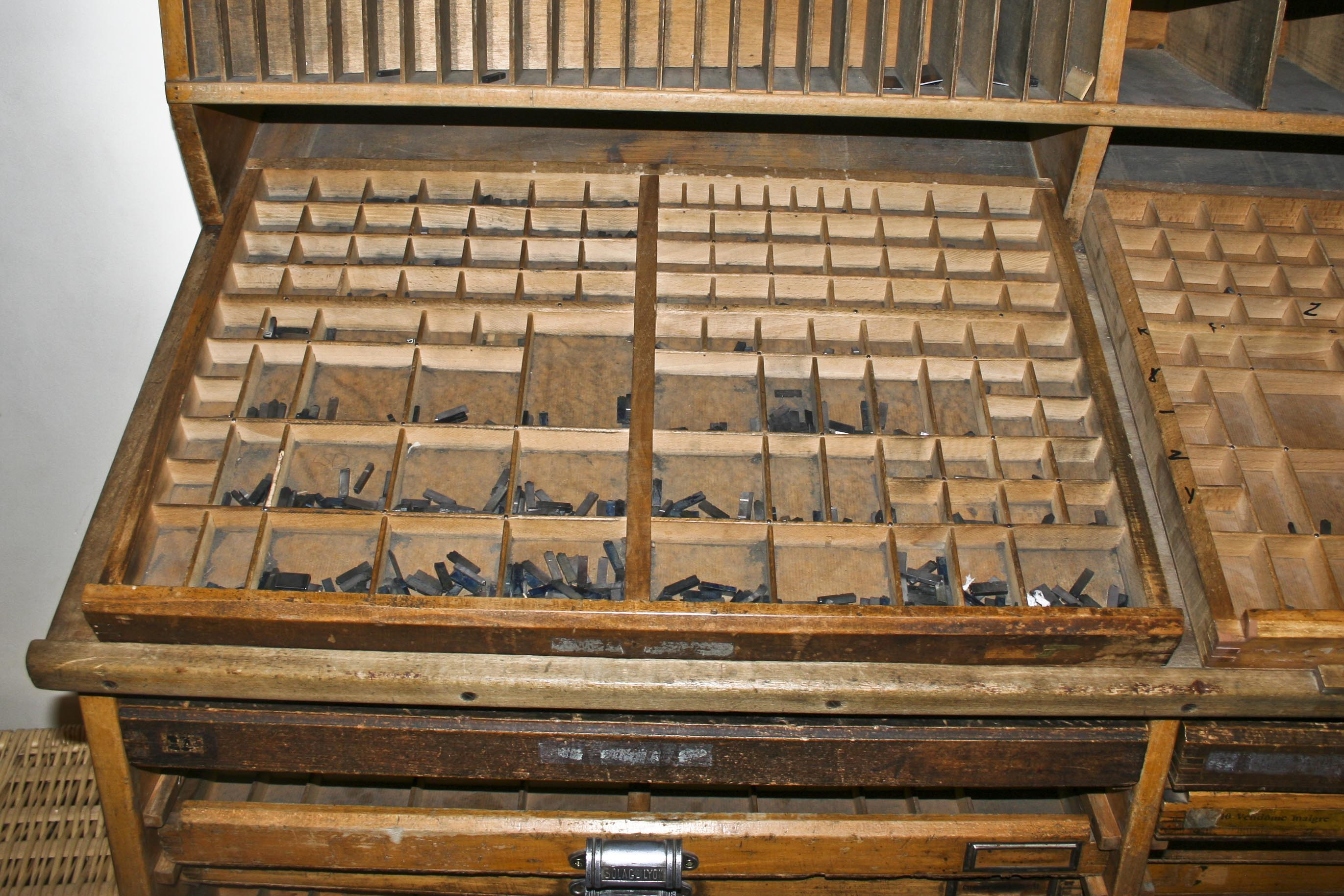
Casse typographique

### Changements et rénovations successifs

Logotype du musée de l'Imprimerie et de la Communication graphique, créé par Bureau 205 en 2014.

De 2002 à 2015, c’est l’historien Alan Marshall qui prend la direction du musée, après en avoir été le conseiller technique pendant dix ans.
Le musée de l'Imprimerie et de la Communication graphique a connu en 2014, à l'occasion de son cinquantième anniversaire, plusieurs changements orchestrés par le directeur de l'époque Alan Marshall. D'abord, la création d'un logo et d'une charte graphique, dont l'institution était jusqu'alors dépourvue. Le musée a fait appel à l'agence graphique Bureau 205, qui a conçu un logo facilement adaptable à tous types de publication, évoquant les filets utilisés par l'imprimeur-typographe lors de la composition.
La présentation de la collection permanente a également évolué vers une simplification des documents présentés et une adaptation des commentaires et des cartels explicatifs à la lisibilité moderne. Moins de documents, plus d'espace pour les visiteurs, des sections plus visibles, un parcours balisé ont été les maîtres-mots de la rénovation. Les cartels et les panneaux explicatifs sont bilingues français-anglais.

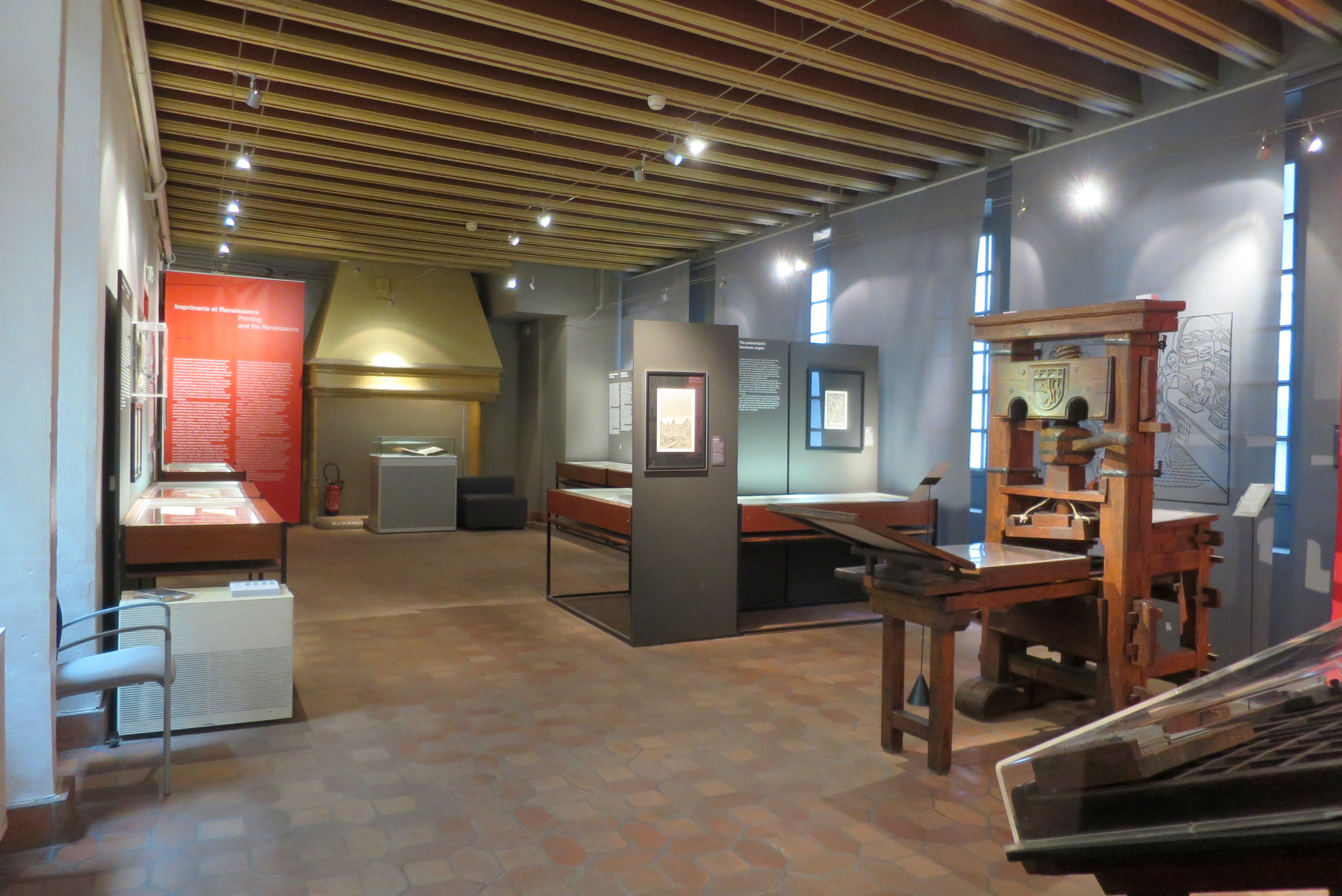
Salle consacrée à l'imprimerie au temps de Gutenberg
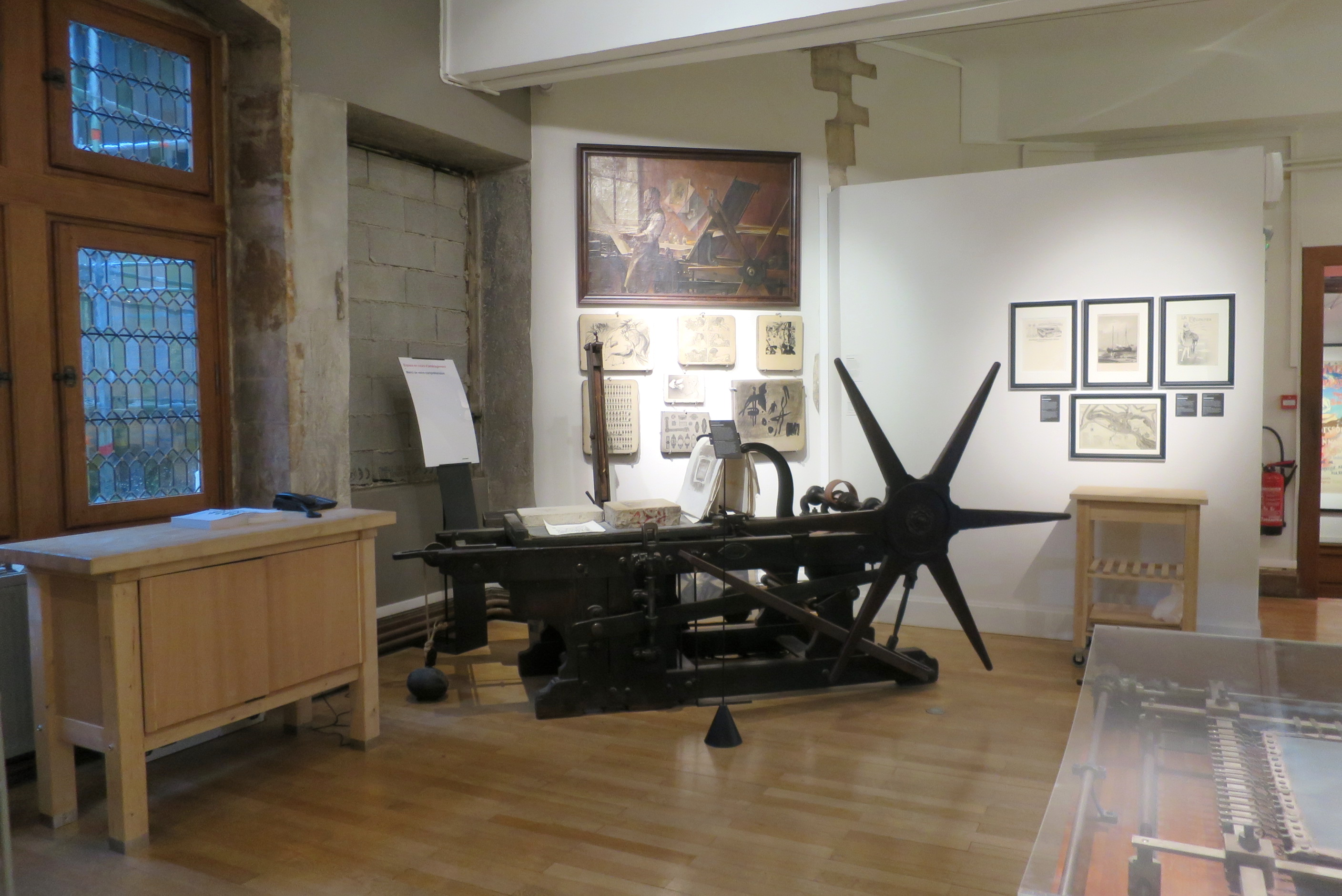
Salle consacrée à la révolution industrielle
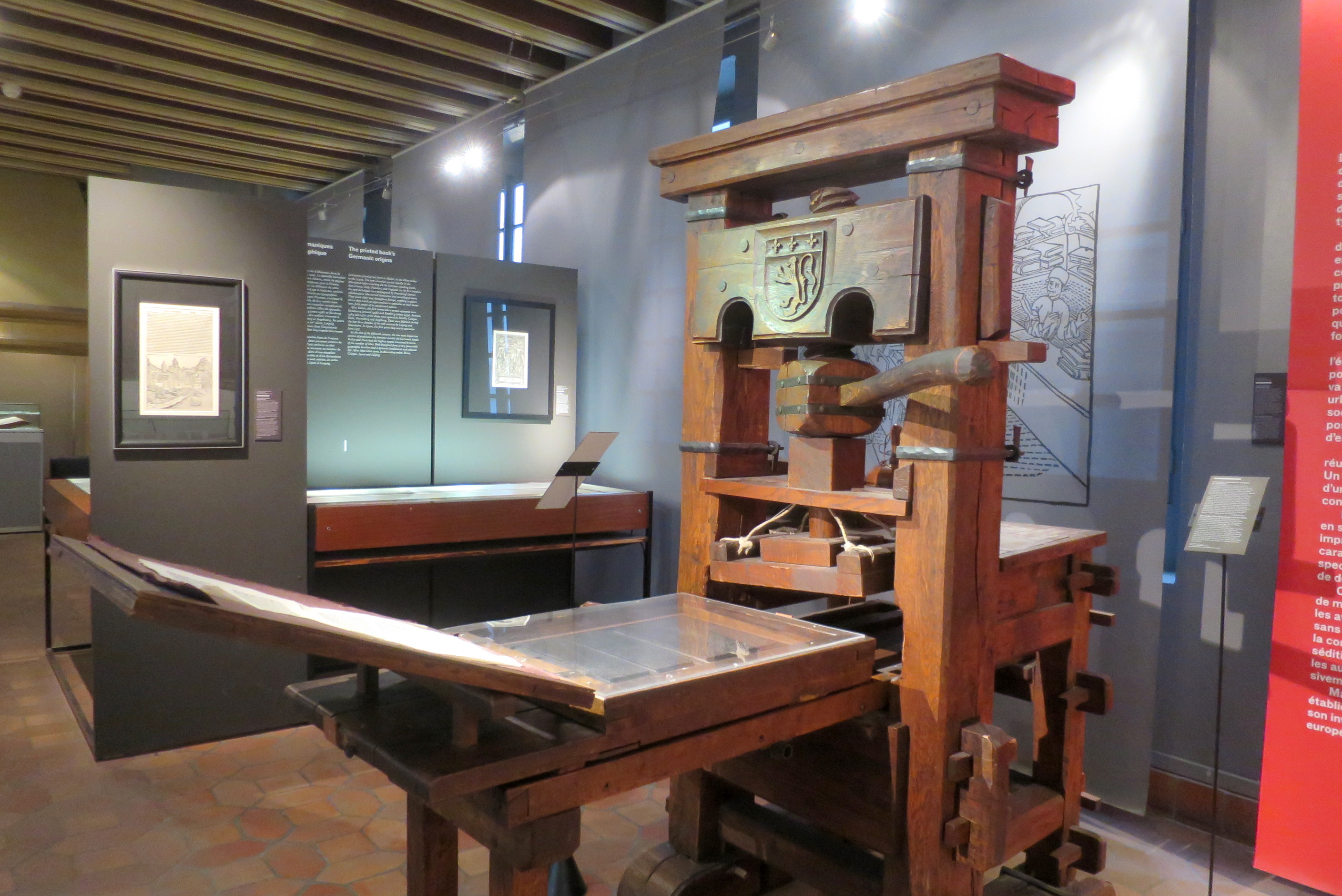
Reconstitution d'une presse du XVe siècle
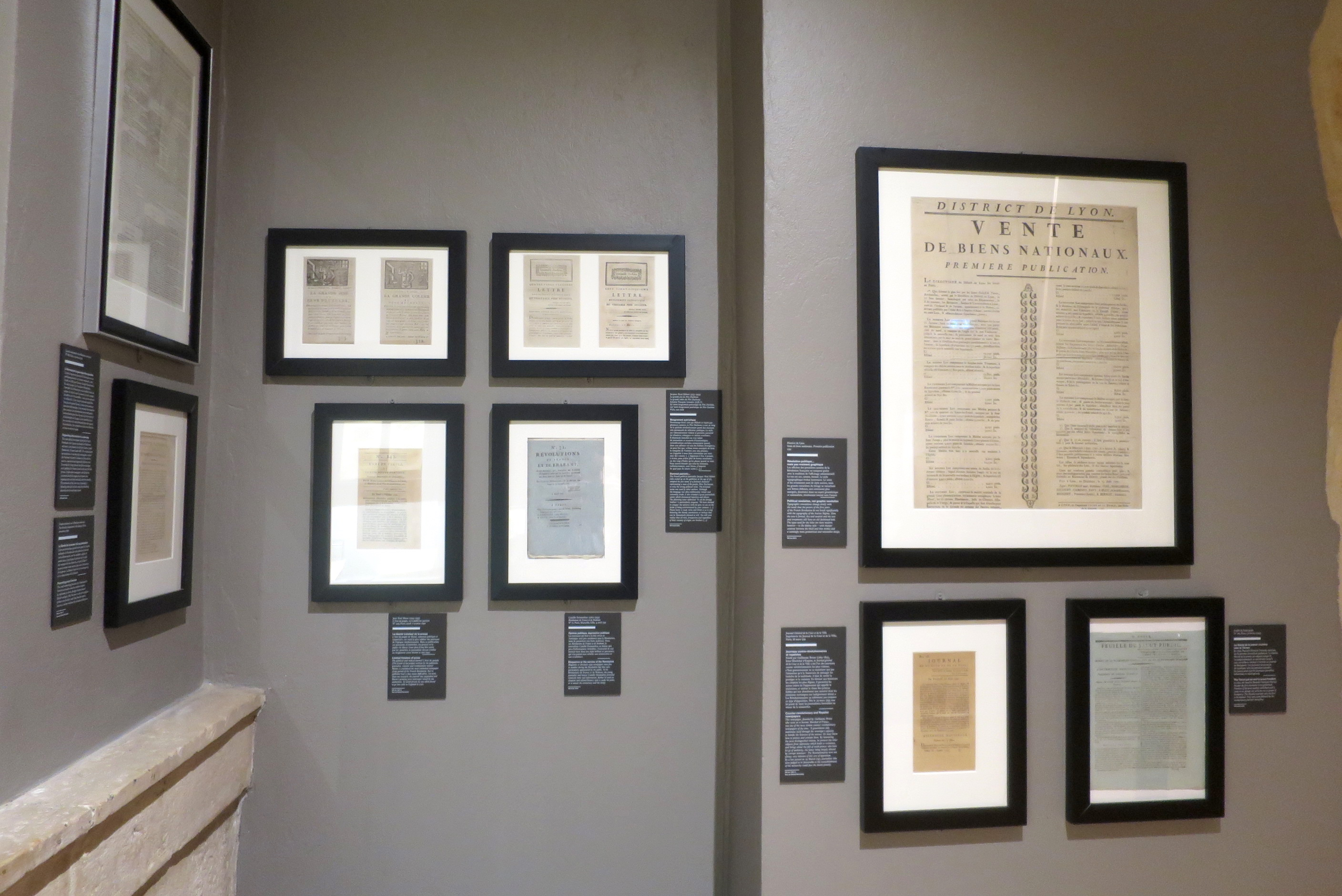
Salle consacrée à l'imprimé sous l'Ancien Régime
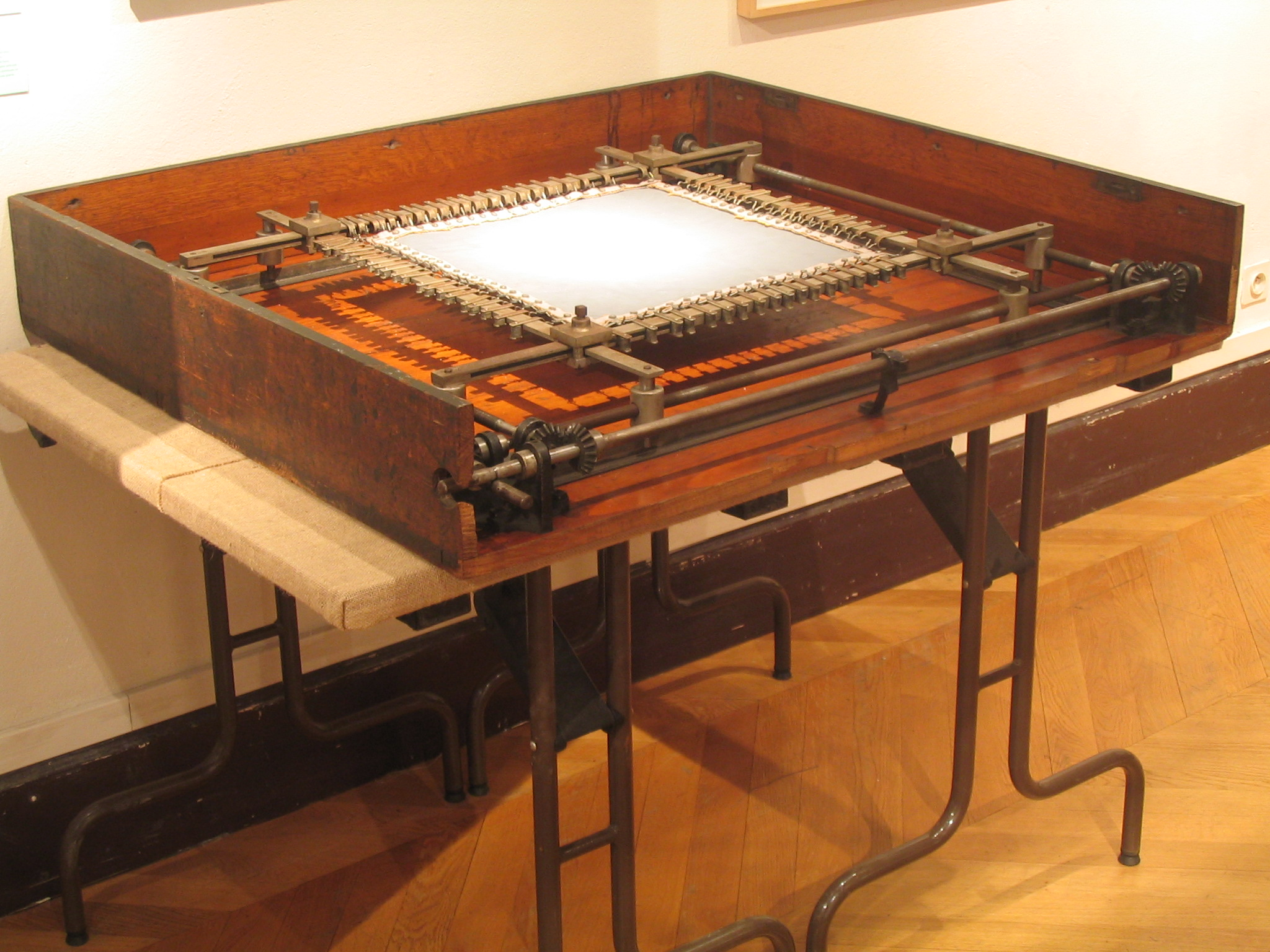
Fougéadoire, XIXe siècle

Au départ à la retraite d'Alan Marshall en 2015, un nouveau directeur a été nommé : Joseph Belletante, un chercheur universitaire qui a également été directeur des bibliothèques de Vienne en Isère.
Il a été à l’initiative de plusieurs expositions temporaires au musée de l'Imprimerie et de la Communication graphique, dont il assuré le commissariat pour certaines : Bande dessinée : l'art invisible (14 avril au 20 septembre 2017) ; Andy Warhol Ephemera (28 mars au 16 septembre 2018) ; L'Odyssée des livres sauvés (12 avril au 22 septembre 2019).

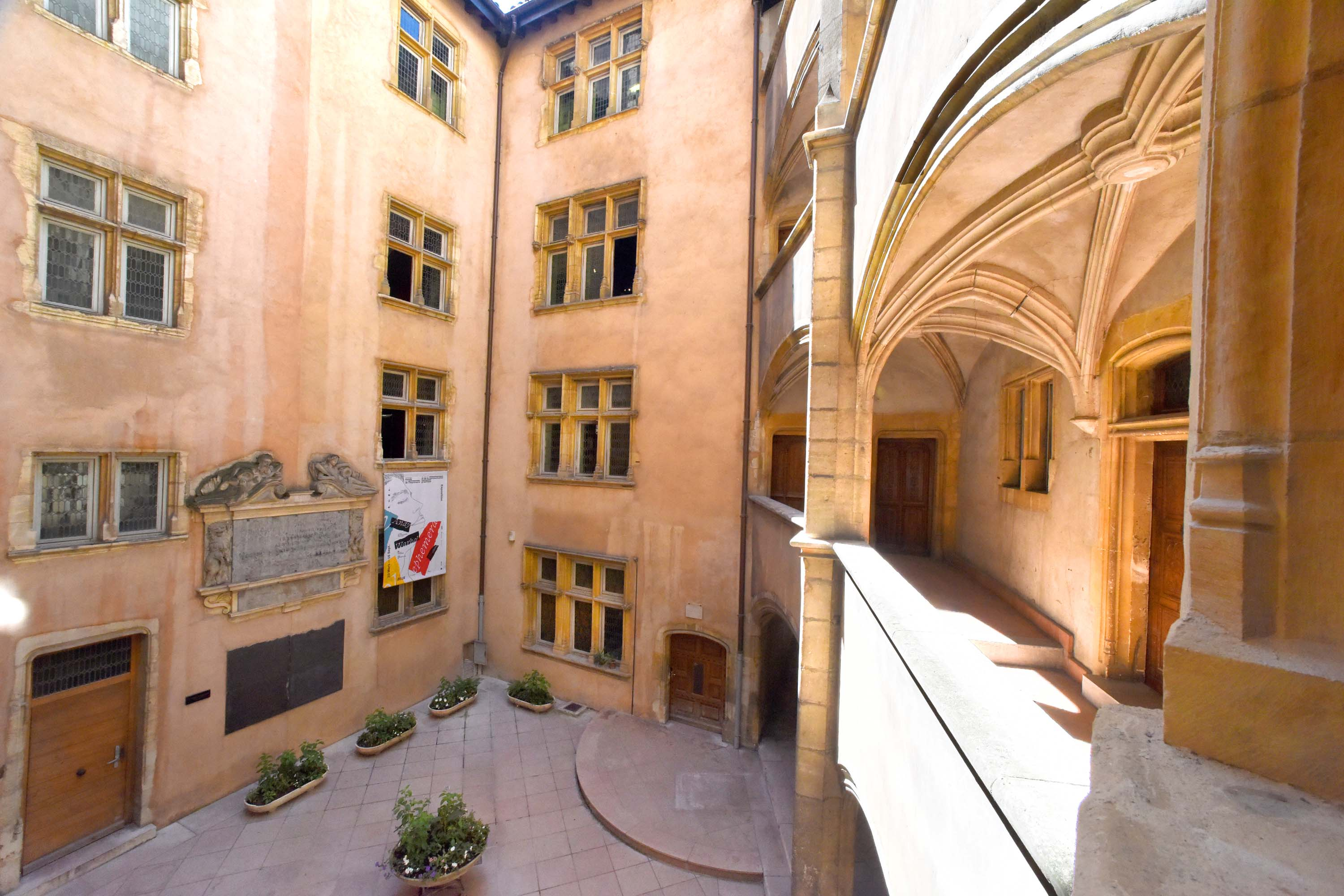
Vue sur la cour intérieure

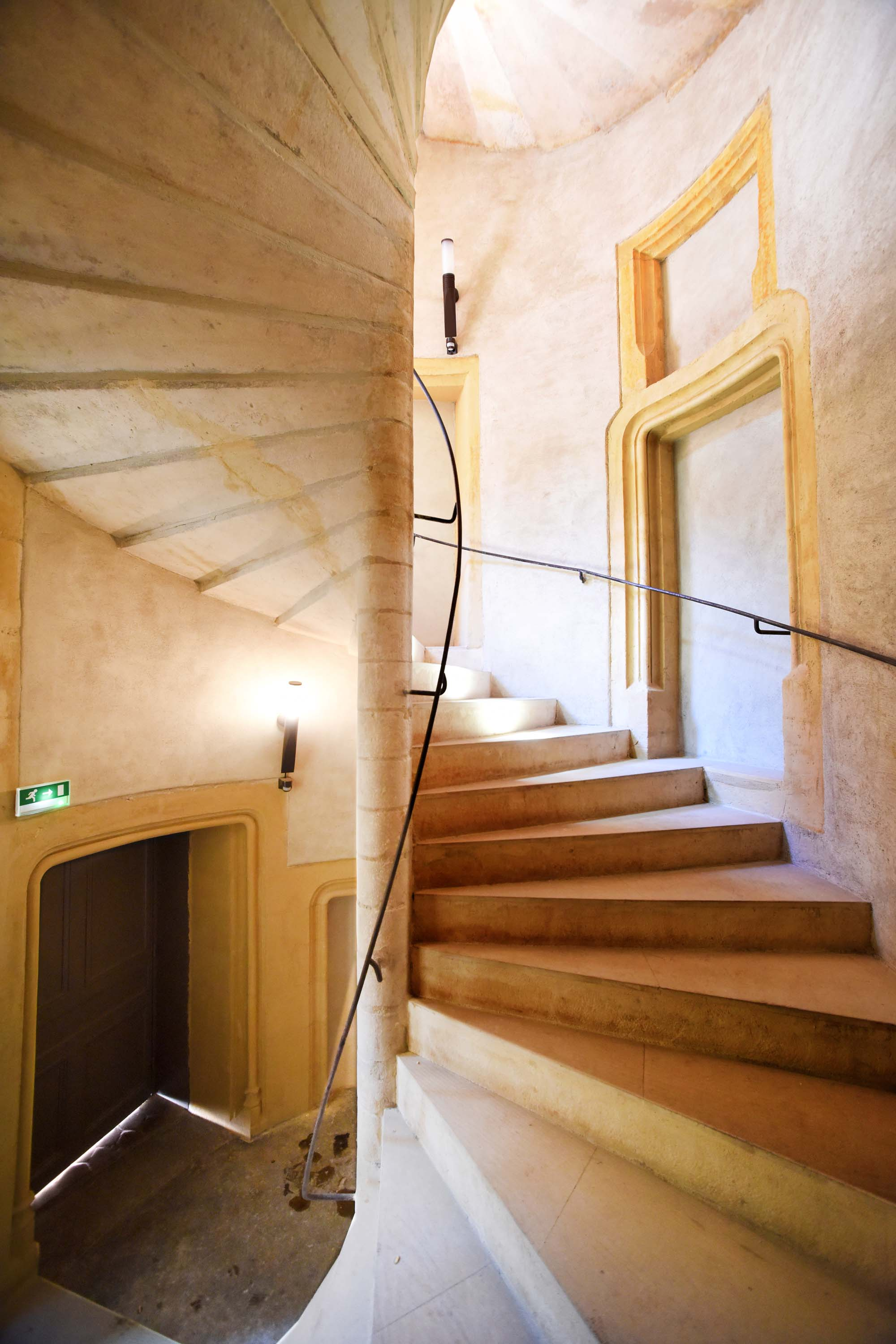
Un escalier à vis du musée

En 2018, la cour du musée a été restaurée par la Ville de Lyon, celle-ci possédant presque l'intégralité des bâtiments du musée. Une façade et un escalier à vis, tous deux classés, ont bénéficié d'importants travaux qui ont rendu au musée son élégance originelle.

## Le parcours de l'exposition permanente
Le parcours permanent du musée, repensé en 2014, comprend 9 sections :
1. Les origines de l'imprimerie (avant 1450)
2. L'imprimerie selon Gutenberg (1450-1500)
3. Imprimerie et Renaissance (1500-1600)
4. L'estampe
5. L'Ancien Régime typographique (1600-1800)
6. La Révolution industrielle (1800-1900)
7. Photographie, impression couleur (1850-1900)
8. La Révolution graphique (1880-1945)
9. La société de l'information (1950-...)

## Les expositions temporaires
Un espace important, prolongeant les salles du musée, accueille également des expositions temporaires:
- L'imprimerie, miroir de son temps (21 avril - 29 juillet 2007)
- Minuscules, les livres de très petits formats au fil des siècles (29 janvier - 27 juin 2010)
- Au bonheur des images, estampes populaires à la Guillotière au XIXe siècle (-26 juin 2011)
- De la pierre à la page, Fernand Pouillon architecte du livre (23 novembre 2012 - 3 mars 2013)
- Transatlantiques, l'épopée graphique des paquebots de légende (19 avril - 1er septembre 2013)
- Le jardin des imprimeurs (10 avril - 15 juillet 2015)
- Loupot (8 avril - 28 août 2016)
- SCOOP : une histoire graphique de la presse (9 octobre 2015 - 31 janvier 2016)
- Typo,;:! (10 novembre 2016 - 12 février 2017)
- La Bande dessinée : l'art invisible (14 avril - 20 septembre 2017)
- Attention : Logo ! (22 novembre 2017 - 11 février 2018)
- Andy Warhol Ephemera (23 mars - 16 septembre 2018)
- L'Odyssée des livres sauvés (12 avril - 22 septembre 2019)
- Attention : Logo ! VIIIES Jeux Méditerranéens (20 novembre 2019 - 2 avril 2020)
- VinylesMania : Les faces A et B d’une reconquête musicale (1er octobre 2020 - 29 août 2021)
- AVEC : Exposition de Gérard Paris-Clavel (15 octobre 2021 - 27 février 2022)
- Icônes by Susane Kare (14 avril - 18 septembre 2022).

## L'association des Amis du musée
Le musée dispose d'une association d'Amis qui contribue activement à la vie de l'établissement par son implication financière et sa participation à l'enrichissement des collections et des activités. Les Amis du musée organisent ainsi chaque année un cycle de conférences animées par des historiens du livre, de l'édition et de l'imprimerie.
Les Amis du musée achètent régulièrement des ouvrages et documents qu'ils offrent au musée pour compléter ses collections. Ils sont également présents au Centre de documentation du musée pour aider au dépouillement de la documentation considérable que possède le musée sur divers aspects de son histoire ou de ses collections documentaires.

## Accès
Ce site est desservi par la station de métro Cordeliers.
        